# Andrew Niccol
Andrew M. Niccol (Paraparaumu, 10 giugno 1964) è un regista, sceneggiatore e produttore cinematografico neozelandese.

## Biografia
Niccol è nato nel 1964 a Paraparaumu, in Nuova Zelanda, ma è cresciuto ad Auckland. A 21 anni si trasferisce a Londra, dove per 10 anni dirige spot pubblicitari per la televisione, prima di approdare al cinema nel 1997 scrivendo e dirigendo il film di fantascienza Gattaca - La porta dell'universo, dove descrive la società del futuro, tema ripreso nel 2011 in In Time e nel 2018 in Anon.
Nel 1998 scrive la sceneggiatura di The Truman Show, diretto da Peter Weir ed interpretato da Jim Carrey, e per il quale ha vinto nel 1999 il BAFTA alla migliore sceneggiatura originale, il Saturn Award per la migliore sceneggiatura ed è stato candidato all'Oscar e al Golden Globe per la miglior sceneggiatura. Nel 2005 scrive e dirige Lord of War, film che parla dell'oscuro mondo del traffico d'armi e dei signori della guerra con protagonista Nicolas Cage, mentre nel 2014 è la volta di Good Kill, opera incentrata sull'uso dei droni nella guerra al terrorismo.

## Filmografia

### Regista e sceneggiatore
- Gattaca - La porta dell'universo (Gattaca) (1997)
- S1m0ne (2002)
- Lord of War (2005)
- In Time (2011)
- The Host (2013)
- Good Kill (2014)
- Anon (2018)

### Sceneggiatore
- The Truman Show, regia di Peter Weir (1998)
- The Terminal, regia di Steven Spielberg (2004) - soggetto

### Produttore
- The Truman Show, regia di Peter Weir (1998)
- S1m0ne (2002)
- The Terminal, regia di Steven Spielberg (2004) (produttore esecutivo)
- Lord of War (2005)
- In Time (2011)
- Anon (2018)